# 대한민국 민법 제126조
대한민국 민법 제126조는 권한을 넘은 표현대리에 대한 민법총칙 조문이다.

## 조문
제126조 (권한을 넘은 표현대리) 
대리인이 그 권한외의 법률행위를 한 경우에 제삼자가 그 권한이 있다고 믿을 만한 정당한 이유가 있는 때에는 본인은 그 행위에 대하여 책임이 있다.

第126條(權限을 넘은 表見代理) 代理人이 그 權限外의 法律行爲를 한 境遇에 第三者가 그 權限이 있다고 믿을 만한 正當한 理由가 있는 때에는 本人은 그 行爲에 對하여 責任이 있다.

## 비교 조문
일본민법 제109조 (대리권 수여의 표시에 의한 표현대리) 제3자에 대하여 타인에 대리권을 수여한 취지를 표시한 자는 그 대리권의 범위 내에 있어서 그 타인이 제3자와 사이에 한 행위에 대하여 그 책임을 진다. 그러나, 제3자가 그 타인이 대리권을 수여받지 아니함을 알거나 또는 과실에 의해 알지 못한 때에는 그러하지 아니하다.

일본민법 제110조 (권한 외의 행위의 표현대리) 전조 본문의 규정은 대리인이 그 권한외의 행위를 한 경우에 있어서, 제3자가 대리인의 권한이 있음을 믿어야 할 정당한 이유가 있는 때에 있어서 준용한다.

## 사례
- 부인이 돈을 빌려 주식투자를 하였다 큰 돈을 잃게 되자 자신이 보관하고 있던 남편의 인감으로 김씨 명의로 돼 있는 집을 처분한 경우, 일상가사의 범위를 넘는 아내의 법률행위에 대해 제3자가 남편이 아내에게 대리권을 줬다고 믿을 만한 정당한 사유가 있으면 민법 제126조에 따라 남편이 그에 대한 책임을 지게 된다.[1]

- 유명 야구선수의 프로스포츠 활동의 매니지먼트 내지 영업관리를 하는 매니저 이씨는 채권자에게 김병현이 자신 명의의 아파트의 가등기 권리를 포기하고 거액의 채무를 연대보증한다는 취지로 작성한 각서를 써주었고 김씨 명의의 연대보증서와 인감증명서를 제공하였다.[2]

- A 소유의 부동산에 근저당권을 설정함에 있어서 B가 A의 대리인이라고 자칭하면서 나타나 설정행위를 하려고 하는 상황이므로 이런 경우에는 원칙적으로 A에게 그와 같은 근저당권을 설정할 의사가 있는지, B에게 대리권이 있는지를 A에게 확인해보아야 하고, 그런 확인을 하지 않았다면 원칙적으로 C사에게 과실이 있어 이런 경우 표현대리가 성립하지 않는다.[3]

- 처가 제3자를 남편으로 가장시켜 관련 서류를 위조하여 남편 소유의 부동산을 담보로 금원을 대출받은 경우, 남편에 대해 표현대리책임을 부정하였다[4]

## 판례
- 일반적으로 부동산의 소유자가 아닌 제3자로부터 근저당권을 취득하려는 자로서는 근저당권설정계약을 함에 있어서 그 소유자에게 과연 담보제공의 의사가 있는지의 여부 및 그 제3자가 소유자로부터 담보제공에 관한 위임을 받았는지 여부를 서류상 또는 기타의 방법으로 소유자에게 확인하여 보는 것이 보통이고, 만약 그러한 조사를 하지 아니하였다면 그 제3자에게 대리권이 있다고 믿은 데에 과실이 있다는 원칙을 밝히고 있다.[5]
- 이사회의 심의, 결정을 거쳐야 하는 재산의 처분 등에 관하여는 법률상 그 권한이 제한되어 이사회의 심의, 결정 없이는 이를 대리하여 결정할 권한이 없는 것이라 할 것이므로 이사장이 한 학교법인의 기본재산 처분행위에 관하여는 민법 제126조의 표현대리에 관한 규정이 준용되지 아니한다[6]
- 종중으로부터 임야의 매각과 관련한 권한을 부여받은 갑이 임야의 일부를 실질적으로 자기가 매수하여 그 처분권한이 있다고 하면서 을로부터 금원을 차용하고 그 담보를 위하여 위 임야에 대하여 양도담보 계약을 체결한 경우 이는 종중을 위한 대리행위가 아니어서 그 효력이 종중에게 미치지 아니하고 민법 제126조의 표현대리의 법리가 적용될 수 없다[7]
- 본인으로부터 아파트에 관한 임대 등 일체의 관리권한을 위임받아 본인으로 가장하여 아파트를 임대한 바 있는 대리인이 다시 본인으로 가장하여 임차인에게 아파트를 매도하는 법률행위를 한 경우에는 권한을 넘은 표현대리의 법리를 유추적용하여 본인에 대하여 그 행위의 효력이 미친다[8]

### 과실상계가 적용되지 않음
- 표현대리행위가 성립하는 경우에 본인은 표현대리행위에 기하여 전적인 책임을 져야 하는 것이고 상대방에게 과실이 있다고 하더라도 과실상계의 법리를 유추적용하여 본인의 책임을 감경할 수 없다[9]

- 민법 제126조의 표현대리는 대리인이 본인을 위한다는 의사를 명시 혹은 묵시적으로 표시하거나 대리의사를 가지고 권한외의 행위를 하는 경우에 성립하고, 사술을 써서 위와 같은 대리행위의 표시를 하지 아니하고 단지 본인의 성명을 모용하여 자기가 마치 본인인 것처럼 기망하여 본인명의로 직접 법률행위를 한 경우에는 특별한 사정이 없는 한 위 제126조 소정의 표현대리는 성립될 수 없다[10].

- 민법 제126조에서 말하는 권한을 넘은 표현대리의 효과를 주장하려면 자칭 대리인이 본인을 위한다는 의사를 명시 또는 묵시적으로 표시하거나 대리의사를 가지고 권한 외의 행위를 하는 경우에 상대방이 자칭 대리인에게 대리권이 있다고 믿고 그와 같이 믿는 데 정당한 이유가 있을 것을 요건으로 하는 것인바, 이때 정당한 이유의 존부는 자칭 대리인의 대리행위가 행하여 질 때에 존재하는 모든 사정을 객관적으로 관찰하여 판단하여야 한다[11]

- 교회의 대표자가 권한없이 행한 교회 재산의 처분행위에 대하여는 민법 제126조의 표현대리에 관한 규정이 준용되지 아니한다[12]

## 참고 문헌
- 최문기(Choi Moon-Ki). "民法第126條의 表見代理에 있어서 本人과 相對方의 歸責要素에 관한 一考察." 재산법연구 30.3 (2013): 119-161.
- 서순택(Soon-Taek Seo). "표현대리규정의 중복적용론과 민법 제126조 적용범위의 확장." 성균관법학 26.4 (2014): 299-323.
- 배병일. "민법 제126조 표현대리(表見代理)에 있어서 정당한 이유." 사법행정 34.6 (1993): 4-11.
- 李潤先. "民法 第126條와 日常家事行爲." 인문사회과학연구 6.- (1999): 417-432.
- 방예원. "특별기고 ⑧ : 민법 제126조에 관한 대법원판례의 유형화시도." 사법행정 25.2 (1984): 41-47.
- 김연호. "본인자신으로 가장하여 한 법률행위와 선의의 제3자 - 민사(대법원 1978.3.28 제4부 판결 77다 1669 가등기말소 - 참조조문 : 민법 제126조)." 사법행정 19.10 (1978): 66-70.
- 박철호(Park CheolHo). "法定代理와 민법 제126조의 관계." 한양법학 25.- (2009): 395-418.
- 윤일구(Yun il koo). "민법 제126조의 표현대리와 대리권 남용의 관계." 법학연구 52.- (2013): 167-191.
- 金淑子. "民法 第126條의 「正當한 理由」." 사회과학논총 2.- (1987): 111-129.
- 정진성, 김상헌. "민법 제126조의 표현대리와 정당한 이유의 존재에 대한 판단 - 대법원 2012. 7. 26. 선고 2012다27001 판결 중심으로 -." 민사법의 이론과 실무 28.1 (2024): 1-29.
- 장상익. (1979, 12). 민법 민법 제126조의 기본대리권. 고시계, 25(1), 172-174.
- 엄영진. (1985, 7). 논점-민법민법 제126조의 기본대리권. 고시계, 30(8), 113-125.
- 유정우. (2003, 4). 2차 시험대비 예상문제시범답안·강평민법-일상가사대리권과 제126조의 표현대리. 고시연구, 30(4), 390-394.

## 같이 보기
- 표현대리
- 무권대리
- 대리권남용